# Orsans (Aude)
Orsans település Franciaországban, Aude megyében. Lakosainak száma 97 fő (2022. január 1.). Orsans La Cassaigne, Cazalrenoux, Fanjeaux, Fenouillet-du-Razès, Hounoux, Saint-Gaudéric és Saint-Julien-de-Briola községekkel határos.

## Népesség
A település népességének változása:
| Lakosok száma | 141  | 93   | 76   | 91   | 93   | 96   | 104  | 113  | 117  | 97   |
|               | 1968 | 1982 | 1990 | 2006 | 2013 | 2015 | 2017 | 2019 | 2020 | 2022 |